# Il peccato di Lola
Il peccato di Lola è un film del 1984 diretto da Bruno Gaburro.

## Trama

Il primo incontro "ravvicinato" tra Lola e Albert

Albert, un giovane appartenente all'alta borghesia londinese, alla partenza della madre rimane nell'enorme villa di famiglia, in compagnia dell'autista Angus. L'arrivo della procace governante Lola mette in subbuglio i sensi del ragazzo. Lola cerca di sedurre Albert e si scontra, sin dall'inizio, con Angus che mette in guardia Albert dal carattere insidioso di Lola. In un momento in cui Lola avverte improvvisamente un malore, Albert la soccorre somministrandole un calmante adatto alle patologie cardiache. Quando finalmente riesce a sedurre il ragazzo e a portarselo a letto, Lola subisce un improvviso attacco di cuore e muore.
Albert, sconvolto e spaventato, chiede aiuto ad Angus che gli consiglia di non rivolgersi alla polizia per non creare uno scandalo; dopodiché Angus e Albert trascinano il cadavere in un sacco di plastica e lo seppelliscono in giardino. Il giorno dopo il cadavere scompare e al suo posto Angus e Albert trovano una lettera minatoria in cui si chiede un riscatto di 5 000 sterline per la restituzione del cadavere. Albert si trova costretto a sottostare al ricatto e, per racimolare la somma richiesta, decide d'impegnare una preziosa collana della madre. La serie dei misteriosi ritrovamenti non finisce qui: il cane di Albert viene ucciso e viene fatta trovare una scatola contenente un cuore. A questo punto Angus manifesta l'intenzione di non volere più subire ricatti e ammonisce Albert per la sua perseveranza, consigliandolo di arrendersi e avvisare la polizia. In piena nottata, Albert, attirato da alcuni rumori, si reca in bagno e vi ritrova Lola, che è viva e gli confessa di essere stata complice di un piano ordito da Angus. Albert tenta inutilmente di avvisare la polizia, poiché la linea telefonica è interrotta (a causa dei fili tagliati), ma trova una rivoltella (di proprietà del padre) in un cassetto. Angus entra ed avendo sorpreso i due a letto, impugnando un coltello, minaccia di ucciderli. Albert spara e uccide Angus: il suo cadavere viene trascinato nel portabagagli dell'auto. Poi Albert, avvolto in un sacco di plastica e con tracce di sangue sul viso, rientra a passi felpati nella propria camera, dove si trova Lola spaventata a morte. Questa volta l'infarto arriva davvero e Lola muore. Accanto alla sua mano Albert pone la rivoltella.
Così il ragazzo, sistemati i cadaveri in modo da simulare un delitto passionale tra Angus e Lola, avverte la polizia.

## Produzione
La pellicola è un remake non ufficiale di Lezioni maliziose (1981), tuttavia mentre l'originale con Sylvia Kristel era una commedia dal lieto epilogo, Il peccato di Lola ha uno sviluppo thriller e drammatico della trama.
La pellicola inizia come una commedia erotica, dove la protagonista Lola rappresenta "l'elemento disturbante" che irrompe nella quiete familiare provocando il giovane inesperto di buona famiglia ma, a metà percorso, prende una strada diversa assumendo le caratteristiche del film thriller. Per il regista si tratta di un film non riuscito anche per la mancata funzionalità della protagonista Donatella Damiani.

## Critica
(A. B., il Resto del Carlino, maggio 1984)